# جبل الحرم
جبل الحرم، أحد جبال المدينة المنورة.

## جبل الحرم والتاريخ
أرتبطت ذكريات الجبل باحداث عمارة توسعة المسجد النبوي في عهد السلطان عبد المجيد الأول الذي تولى الخلافة(1255-1277هـ/1839-1861م)، وقد أُختيرت احجاره في عمارة المسجد.

## طبيعة جبل الحرم
يتألف مسجد الحرم من ثلاثة جبال متقاربة، فإذا أُطلق مفرد جبل الحرم يعني ذلك مجمل ثلاثة جبال أو هضاب، والتي تقع في الجهة الجنوبية الغربية من المدينة المنورة وغربي وادي العقيق.

## أسماء جبل الحرم
- يُطلق عليه جبل الحرم لاستخدام حجارته في عمارة المسجد النبوي.
- يُطلق عليه الجبل الأحمر أو الجبال الحمراء نسبةً إلى لونها الأحمر الذي يميزها عن بقية جبال المدينة المنورة.[2]

## موقع جبل الحرم
يقع جبل الحرم الأكبر في الجهة الجنوبية الغربية من المدينة، ويبعد عن الحرم النبوي مركز المدينة بمسافة عشرة كيلو مترات، ويبعد عن طريق الجامعات المعروف بطريق غير المسلمين من الجهة الغربية بمسافة ثلاثمائة وخمسين متر ويبعد عن طريق عمر بن الخطاب المعروف بطريق عروة، والذي يمتد من الجهة الشرقية بمسافة ألف وثمانمائة متر، وأما الجبل الثاني الذي يقع شرقي الجبل الأول(الأكبر)وهو جبل صغير قليل الأرتفاع يتخذ الشكل المستدير، ويبعد عن الجبل الأكبر بمسافة لا تتجاوز مائة متر، ويبعد عن طريق الجامعات مسافة تُقدر بحوالي مائتين وخمسين متر، وأما الجبل الثالث من جبال الحرم فهو جبل متوسط الارتفاع يقل ارتفاعه عن الجبل الأول ويزيد عن الجبل الثاني، ويقع الجبل في اقصى الجزء الجنوبي الغربي للمدينة حيث يبعد عنها بمسافة أحد عشر كيلاً، ويبعد هذا الجبل عن الجبل الأكبر مسافة كيلو ونصف، في حين لا يزيد بعده عن الجبل الثاني الموجود شماله عن كيلو متر وثلاثمائة مت، ويقع الجبل الثالث عند الأشارة الضوئية الثانية بعد مركز الدفاع، وقد انقسم الجبل إلى قسمين بعد استخراج أحجاره واستخدامها في عملية بناء الحرم مما أدى إلى فصل الجبل إلى كتلتين يفصل بينهما طريق يتجه إلى الشرق يمتد إلى السجن العام متفرعاً من طريق الجامعات الرئيسي، والمتجه جنوباً عند الإشارة الضوئية الثانية.

## انظر ايضاً
- المدينة المنورة
- جبل أحد
- جبل ثور
- قائمة جبال السعودية

## وصلات خارجية
- جبال المدينة المنورة..مرآة تاريخية لتحولات غيرت مجرى الحضارة الإنسانية.
- جبال المدينة المنورة.